# Carl Adam von Nolcken
Carl Adam von Nolcken, född 20 juli 1811 i Källstorps socken, död där 3 september 1857, var en svensk friherre, agronom och riksdagsman.
Carl Adam von Nolcken var son till landshövdingen i Kristianstads län Eric von Nolcken. Tolv år gammal placerades Carl Adam von Nolcken tillsammans med sin bror Erik Axel i skola i Kiel. Han studerade sedan i Köpenhamn och inskrevs 1830 vid Uppsala universitet och var en tid inkvarterad hos Erik Gustaf Geijer. År 1834 avled fadern och Carl Adam ärvde då Jordberga slott och Havgårds säteri. Han lämnade då studierna i Uppsala och studerade 1835-1836 vid lantbruksinstitutet i Degeberg för att kunna ta över jordegendomarna, och att bli anordna lantbruksmöten och plöjningstävlingar på sitt gods. Carl Adam von Nolcken var även en av de första att importera Ayrshireboskap till Sverige. Han lät även Carl Georg Brunius bygga om den då ganska förfallna slottsbyggnaden. Carl Adam von Nolcken deltog vid riksdagarna 1840-1841 och 1844-1845 och var då ledamot av allmänna besvärs- och ekonomiutskottet 1840-1841. Han var även ledamot av direktionen för Skånska hypoteksföreningen från 1842, ordförande i styrelsen för Malmöhus läns hushållningssällskap 1851-1854 och ordförande i bestyrelsen för fjärde allmänna svenska lantbruksmötet i Malmö 1849. Carl Adam von Nolcken blev ledamot av Kungliga Lantbruksakademien 1850.